# Abjatar
Abjatar (Hebreeuws:אביתר, ’Eḇyāṯār, "[mijn] vader is rijk" of "[mijn] vader heeft overvloed gegeven") was volgens de traditie in de Hebreeuwse Bijbel een hogepriester die leefde in de tijd van de koningen Saul, David en Salomo.

## Hebreeuwse Bijbel
Abjatar was een zoon van Achimelech, uit de priesterfamilie van Nob, vijfde in de geslachtslijn van Eli. Hij was de enige van zijn familie die ontsnapte aan de massamoord die door koning Saul werd verordend, nadat Achimelech David brood en het zwaard van Goliath had gebracht. Hierna vergezelde Abjatar David gedurende de resterende regeringsperiode van Saul en was hij zijn priester. Hierdoor kon David JHWH raadplegen met de efod die Abjatar had meegebracht.
Vanaf het begin van Davids regering behoorden Abjatar en zijn zoon Achimelech tot Davids belangrijkste beambten. Samen met Sadok bekleedde Abjatar het ambt van overpriester, waarbij Abjatar als hogepriester fungeerde. Ook tijdens de opstand van Absalom bleef Abjatar David trouw. Maar toen er rivaliteit ontstond over de troonsopvolging van David, koos Abjatar positie tegen Salomo en voor Adonia. Toen Salomo een einde maakte aan de samenzwering, werd alleen het leven van Abjatar gespaard, vanwege zijn trouw aan Salomo's vader David. Wel verbande Salomo Abjatar naar zijn landerijen in Anatot. Salomo droeg de waardigheid die hoorde bij het ambt van Abjatar over aan Sadok, waarmee de lijn van Eli als hogepriesters eindigde.
Hiermee eindigde de samenwerking en gelijkstelling tussen de landspriester Abjatar en de stadspriester (Jeruzalem) Sadok. Er zijn theorieën dat Abjatar in Anatot een oppositiebeweging startte tegen de stadspriesters, waarvan Jeremia een latere vertegenwoordiger was. In de Joodse traditie wordt een andere, niet-politieke verklaring gegeven voor de wisseling van Sadok voor Abjatar: toen Abjatar de Urim en Tummim raadpleegde, gaven zij hem geen antwoord meer.

## Nieuwe Testament
In Marcus 2:26 zei Jezus abusievelijk dat Abjatar hogepriester was en David van de toonbroden liet eten. Het was echter Abjatars vader Achimelech die dat deed.